# 王文清 (清朝)
王文清（1692年—1779年），字廷鑒，號九溪，湖南寧鄉人。清朝官員、學者，进士出身。

## 生平
生于康熙三十一年（1692年）。雍正二年（1724年）進士，歷任九溪衛學正、中書舍人、宗人府主事等職，官至岳州府教授。因为母亲亡故而回归家乡。乾隆二年，參與修撰《三禮》、《律呂正義》，校勘《五代史》。乾隆十三年，太守吕肃高修复岳麓书院，聘王文清为山长。乾隆十一年、乾隆二十九年前後兩次出任岳麓書院山長。十三年，湖南巡抚钟保等荐举王文清为博学鸿词科，历充三礼馆纂修官。乾隆二年（1737年），王文清任职内阁中书科中书舍人，奉直大夫，考录御史。后因父老告歸。乾隆四十八年（1783年）病逝，终年九十二岁。

## 学术思想
王文清提出了正义、通义、馀义、疑义、异义、辨义的“读经六法”及记事实、玩书法、原治乱、考时势、证心术、取义论的“读史六法”等学术方法，并且以此勉训后学。又手定《岳麓書院學規》，多所建樹，《长沙府志》称“文章德行，望重乡国者，咸为足下首屈一指。”學術界稱其“獨治樸學，淹貫群籍，卓然一代鴻儒”，與王夫之、王闿运、王先謙等合稱“湖南四王”。

## 著作
《湖南通志》

《长沙府志》

《宁乡县志》

《考古源流》

《典制大文考》

《历代诗汇》

《周礼会要》

《周易中肯》

《乐制考》

《锄经馀草》

《锄经续草》

《仪礼分节句读》